# Ponte della Libertà (Budapest)
Il Ponte della Libertà (in ungherese Szabadság híd) è un ponte di Budapest che attraversa il Danubio collegando Buda e Pest.
Sebbene sia radicalmente diverso nella struttura, il ponte imita lo schema generale di un ponte sospeso, che ai tempi della costruzione era considerata la forma esteticamente più valida. Il ponte è stato costruito tra il 1894 e il 1896 su progetto di János Feketeházy e venne inaugurato alla presenza dell'imperatore Francesco Giuseppe, che inserì l'ultimo rivetto d'argento nel pilastro della struttura di ferro sul lato di Pest.
Demolito il 16 gennaio 1945 dalle truppe tedesche in fuga, è stato ricostruito conservando lo stesso disegno e riaperto al traffico il 20 agosto 1946.
Nel 2018 è stata eseguita una ricognizione per rilevare lo stato delle parti del ponte demolito rimaste nel letto del fiume.
Il ponte è lungo 333,6 metri e largo 20,1 metri e la parte superiore dei quattro alberi sono decorati con grandi statue bronzee del Turul, uccello simbolo della mitologia ungherese.
Il ponte è attraversato da molti tram ed è anche appesantito da un notevole traffico automobilistico, tanto che c'è una iniziativa per convertirlo in un ponte esclusivamente pedonale ora che è stata completata la quarta linea della metropolitana.
Alle due estremità del ponte si trovano Gellért tér (ai piedi della collina Gellért che ospita i famosi bagni Gellért) e Fővám tér (con il Mercato centrale).